# Alex Brown
Alex Brown (født 4. juni 1979 i Jasper, Florida, USA) er en tidligere amerikansk footballspiller, der spillede ni år i NFL som defensive end for Chicago Bears og New Orleans Saints.

## Klubber
- 2002-2009: Chicago Bears
- 2010: New Orleans Saints